# Obergrenadier
Obergrenadier (abréviation Ob.Gren) est un grade dans la SS
- Équivalent Wehrmacht : Oberschütze
- Équivalent Armée française : soldat de 1re classe

Il est devenu Oberschütze par la suite.